# Football en marchant

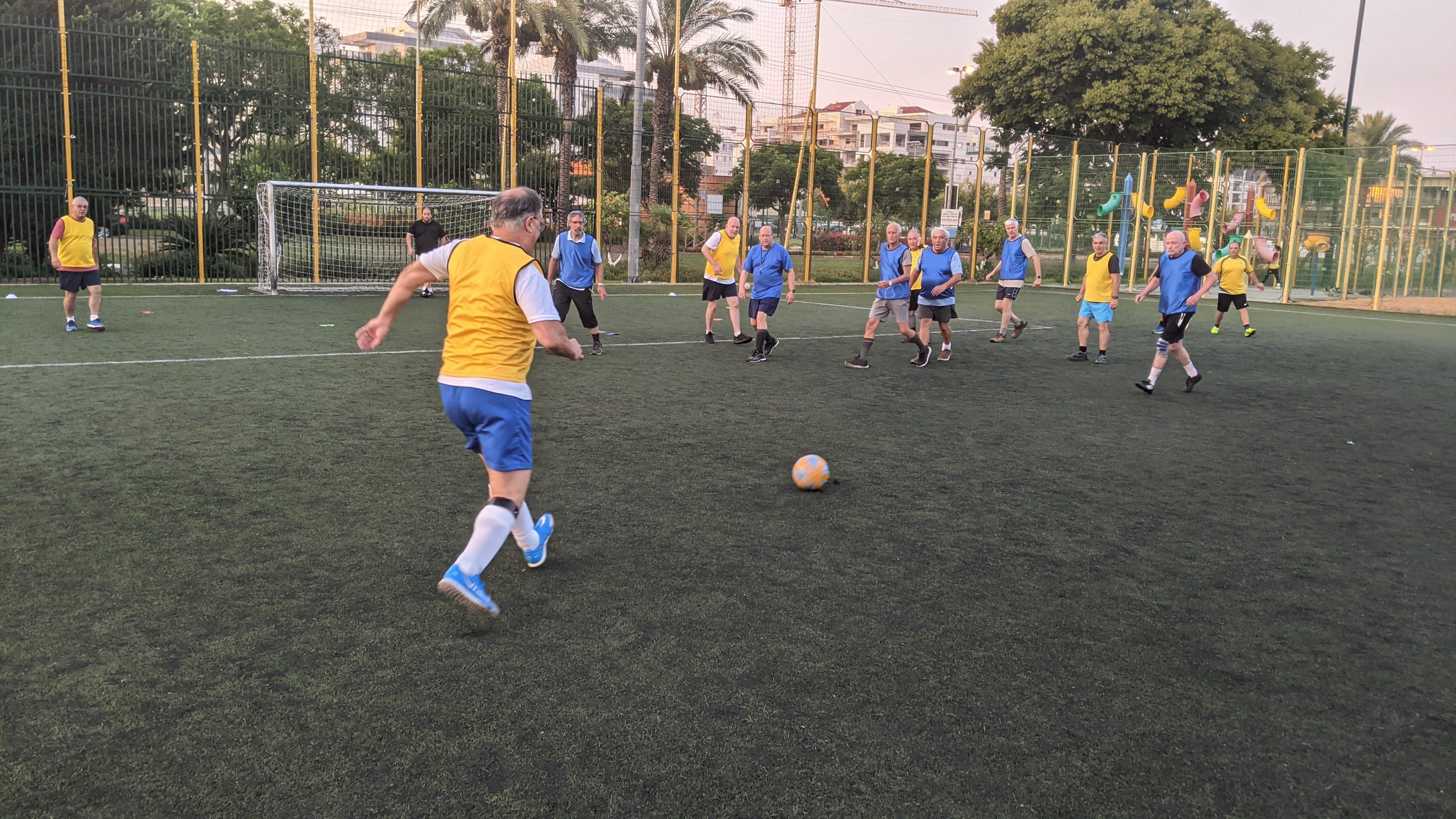
Exemple de pratique du football en marchant, ici par des personnes âgées

Le football en marchant ou walking football est un sport d'équipe « adapté », inspiré du football, où les joueurs ont interdiction de courir, mais qui est « une activité d’intensité modérée à vigoureuse ». Né en Angleterre en 2011, il a été inventé initialement pour pousser des personnes de plus de 50 ans (ou des personnes plus jeunes mais handicapées) à pratiquer un sport et à maintenir des relations sociales. Il connaît un vif succès au Royaume-Uni qui, fin 2016, comptait plus de 800 clubs enregistrés, où « le sport le plus populaire est le football », mais encore peu hors de ce pays.
Cette activité physique induit des effets cardiovasculaires et métaboliques réputées convenir aux populations ayant un faible niveau de forme physique mais encore capables de marcher, et offre des interactions sociales entre participants pouvant encourager une participation cohérente et durable à long terme. Selon une revue d'étude (juillet 2020) sur ce sujet « Il existe peu de preuves publiées pour le football en marchant, malgré sa popularité mondiale. Pour les études identifiées, la généralisabilité était limitée à la plupart des hommes âgés du Royaume-Uni. D’après les résultats préliminaires, le football en marchant a le potentiel de conférer des avantages pour la santé et de créer des liens sociaux ».

## Intérêt pour la santé
Cette activité étant relativement récente, les études disponibles ne portent que sur de faibles effectifs et des périodes relativement courtes. Selon Harper et al. (2019) « les avantages longitudinaux de cette pratique pour la santé restent à élucider, en particulier sur la santé des os, la forme cardiovasculaire et le bien-être social et mental », mais entre 2015 et 2024, divers bénéfices pour la santé ont été mis en avant dans des pays anglophones où le football est très populaire.
Selon une étude danoise (2020), dans les moments les plus intenses du jeu, cette activité, entraine typiquement chez les hommes et femmes âgés une fréquence cardiaque plus élevée et une plus grande distance parcourue que la marche, mais moindre que dans le football à effectif réduit. Des études futures sont encore nécessaires pour « valider l’hypothèse selon laquelle le football en marchant serait plus efficace en termes de condition physique et de santé que la marche, mais moins efficace que le football traditionnel à effectif réduit ». C'est une pratique qui peut significativement diminuer l'hypertension chez les personnes âgées. Par ses aspects de plaisir social, et grâce à la popularité du football, elle peut aussi encourager l'activité chez des patients diabétiques ou prédiabétiques (pour le diabète de type 2 par exemple,.
Selon une étude (mars 2017) publiée par la Revue européenne des sciences du sport, c'est un exercice physique et une forme de football à faible impact physique, agréable, modérément exigeant, mais authentique, permettant une participation active de joueurs âgés, mais à ce jour, on n'a pas de preuves d'« avantages pour la santé et les fonctions cognitives » (par rapport à d'autres activités physiques recommandées aux personnes âgées). Un intérêt pour la cognition et les comportements est signalé par Rachel Cholerton et al. (2020), avec (p. ex., l'activité de planifier des séances et redéfinir les attentes en matière d’activité physique).
Des études très diverses ont porté sur l'intérêt potentiel du football dans le traitement de certains problèmes de santé mentale (souvent associés à une faible activité physique). Une étude (mais n'ayant porté que sur 7 personnes (Britanniques blancs, âgés de 25 à 44 ans et vivant à moins de 10 miles du lieu) a porté sur l'intérêt sur des personnes plus jeunes et ayant des problèmes de santé mentale : elle a conclu qu'une pratique hebdomadaire apportait un bénéfice social, dont par le soutien social, l’appartenance et la responsabilité envers les autres participants, et qu'elle contribuait à la distraction, la réussite, la confiance et le développement de compétences. La faible intensité du jeu peut aussi faciliter l’inclusion pour des personnes à différents niveaux d’aptitude. Selon Harris & al. (2017), dans ce type de contexte, le « partage d’intérêts et d’expériences communs » est propice à l'amélioration de la santé mentale de même que les « bénéfices relationnels, personnels et physiques », les situations de concurrence et de collaboration qui sont « d’importants facteurs d’intérêt et d’engagement envers les groupes ». Les participants perçoivent l'activité « comme un moyen de rétablissement (de la santé mentale) et un aspect important de la prestation des soins. La pratique du football en marchant était associée à un sentiment de bien-être et à l’amélioration des relations entre les utilisateurs et le personnel »
Il a été montré que pour des personnes en bonne santé, pratiquer un exercice physique modéré durant un jeûne intermittent sur une période longue, améliore encore la santé cardio-métabolique. Sur cette base, dans un « article d'opinion » publié dans la revue Frontiers in Nutrition, des chercheurs australiens et de Singapour ont en 2022 recommandé le football en marchant comme exercice de choix aux personnes pratiquant le jeune pendant le ramadan.

## Les règles
Le football en marchant ressemble au football à 5 sauf qu'il est strictement interdit de courir : un des deux pieds des joueurs doit toujours obligatoirement toucher le sol. En cas de faute, l'équipe adverse obtient un coup franc. Les autres règles ne sont pas encore bien standardisées (la Walking Football United ou WFU, l'association anglaise de football en marchant en indique 52 sur son site Internet). Parmi les différences de règles appliquées dans les clubs, on peut citer : 
- un terrain de surface plus petite[6]
- Le ballon ne doit pas dépasser la hauteur de tête ou de hanches[2] ;
- Jeu de tête interdit[15]
- Coups francs indirects seulement ou coups francs direct et indirects[2] ;
- Passe en retrait au gardien[2] autorisé ou non ;
- Trois touches de balles maximum par joueur ou pas de limite[2] ;
- Absence complet de contact physique entre adversaires ou contacts limités[2].

Face au succès de ce nouveau sport, la Fédération anglaise de football doit proposer un jeu de règles standard courant 2017.

## Développement
Depuis 2011, ce sport connaît un fort développement au Royaume-Uni avec plus de 800 clubs existant à fin 2016 (contre 400 un an plus tôt), regroupés au sein d'une association, la Walking Football United (WFU). Certains clubs sont également affiliés à la Fédération anglaise de football.
LA WFU organise un tournoi national annuel, le Walking Football United national tournament, depuis 2013. En 2016, ont été créées deux catégories d'âge: les moins de 60 ans et les 60 ans et plus. Manchester City a été le premier club professionnel de Premier League anglaise à avoir son équipe de walking football. Les Glasgow Rangers, club phare du championnat écossais a suivi peu après. En février 2017, plusieurs clubs professionnels britanniques ont désormais leur section ou équipes de walking football. Plusieurs anciens footballeurs britanniques soutiennent ce nouveau sport dont Geoff Hurst, Harry Kane, Alan Shearer ou  Fabrice Muamba.
La France, à fin 2016, ne comptait elle qu'un seul club, à Silfiac dans le centre de la Bretagne. Dans le sud Finistère, une association est née, les "Roz Chas" de Le Trévoux en 2018. La pratique se développe de plus en plus,de par l'intérêt croissant des plus anciens envers ce sport-santé.
En 2017, la FSGT 13 (Fédération Sportive & Gymnique du Travail) lance l'activité sur Marseille. Face à l'engouement de cette activité, plusieurs pôles ont été créés sur le territoire national FSGT. En juin 2019, 2 équipes de la FSGT 13 sont invitées à participer à la première coupe du monde de Walking Football à Londres sur le stade de Leyton Orient pour représenter la France. Les 2 équipes terminent vice-championnes du monde dans les 2 catégories (- 60 ans / + 60 ans).
En, 2022 la FSGT 13 participe à la 2ème édition de la Coupe du monde Walking Foot qui se déroule à Florence (Italie) du 14 au 17 Juillet. Les +50 terminent champions du monde  et les +60 à nouveau vice-champions du monde.
En Suisse, le Servette de Genève a créé en 2015 une association de supporters sénior qui propose depuis des matchs de football en marchant.

## Ethique
L'éthique de ce sport se veut particulièrement « inclusive », et de nombreux joueurs « célébrent les politiques de recrutement ouvertes, la participation d’hommes et de femmes issus de milieux sociaux mixtes et les logements accordés à certains joueurs. Cependant, les participants soulignent aussi des cas où l’inclusion est compromise, comme quand des joueurs qperturbent l'« éthique » du sport et maltraitent les autres en raison du sexe et/ou des niveaux de performance. De telles transgressions, à leur tour, sont gérées de différentes manières par les joueurs et les organisateurs afin de préserver la réputation inclusive du sport ».